# Leila Abouzeid

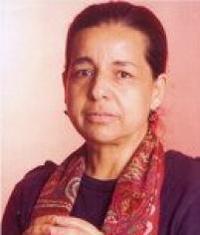
Abouzeid, 2016

Leila Abouzeid (alternativ transkribering Layla Abu Zayd, arabiska ليلة أبو زيد), född 1950 i El Ksiba, är en marockansk författare som skriver på arabiska. Hon är den första kvinnliga författaren från Marocko som översatts till engelska. Hennes val att skriva på arabiska, i stället för den franska som de flesta marockanska författare använder, har gjort att hon ofta kallas pionjär.
Abouzeid har studerat vid Mohammed V-universitetet i Rabat och vid University of Texas i Austin. Därefter har hon arbetat som radio- och tv-journalist och som pressassistent vid marockanska regeringsministerier samt vid premiärministerns kontor. 1992 började hon skriva skönlitteratur på heltid.
Hennes första roman Am al-fil (1983) översattes till engelska 1990 med titeln Year of the Elephant. Den behandlar teman som skilsmässa, fattigdom och konflikter mellan familjer ur ett kvinnligt perspektiv. Hon har också gett ut självbiografin Al-ruju ila-l-tufula (1993, på engelska som Return to Childhood, 1999) och romanen Al-Fasl Al-Akhir (på engelska som The Last Chapter, 2003), samt en novellsamling, The Director and Other Stories from Morocco (2005). Hennes porträtt av starka och oberoende kvinnor i Nordafrika har lett till jämförelser med andra feministiska författare från området, som Nawal el-Saadawi och Fatima Mernissi.